# صبر
الصبر في المفهوم العام ببساطة هو الحبس والمنع، وهو حبس النفس عن الجزع، واثبت العلم الحديث ان للصبر فوائد جمة.
الصبر لغةً: الصَّبْرُ - صَبْرُ: التجلُّد وحسن الاحتمال. و الصَّبْرُ عن المحبوب: حَبْسُ النفس عنه.
و الصَّبْرُ على المكروه: احتماله دون جزع.
وشهر الصَّبر : شهر الصوم، لما فيه من حَبْس النفس عن الشهوات. المعجم الوسيط

## وجهات النظر العلمية
- هو حالة من القدرة على التحمل في ظل ظروف صعبة، والتي يمكن أن تعني المثابرة في مواجهة المصاعب وتحمل العناء للوصل إلى الهدف.
- الصبر هو الصمود المستمر على الأشياء المؤلمة نفسياً وتحملها بروح عالية ونفس طيبة دون إظهار ملامح الاستياء والانفعال على الوجه بحيث لا تكون مرئية أو محسوسة من قبل الاخرين وهو واجب عند المصائب.[2][3]

### من وجهة علم النفس
في علم النفس التطوري وفي علم الأعصاب المعرفي ، عُرف الصبر على أنه اتخاذ القرارات تجاه المشكلة، التي تنطوي على اختيار مكافأة صغيرة في الأجل القصير، أو مكافأة أكثر قيمة على المدى الطويل. عندما يطرح هذا الاختيار على الإنسان، وجميع الحيوانات، وجد أنهم جميعاً يميلون إلى تفضيل المكافآت على المدى القصير على مكافآت على المدى الطويل. هذا على الرغم من الفوائد في كثير من الأحيان تكون أكبر في المكافآت المرتبطة بالمدى الطويل.

## وجهات النظر الدينية

### الإسلام

الرقعة الخطية تمثل الآيات 10-11 من الحزب 48 من القرآن، سورة الفتح (النصر). هذه السورة يرجع تاريخها إلى الفترة المدنية وتحتوي على 29 آية. تصف كيف يأتي الانتصار من الشجاعة، والإيمان، والصبر إذا كان المؤمن بقي وفيا لله

- عرفه الراغب الأصفهاني الصبر بأنه: حبس النفس على ما يقتضيه العقل والشرع، وعما يقتضيان حبسها عنه.
- وعرفه الجنيد بن محمد بأنه: تجرع المرارة من غير تعبس.
- وعـرفه ذو الـنون المصـري بأنـه: التـباعد عـن المخالفـات، والسكون عند تجرع غصص البلية، وإظهار الغنى مع حلول الفقر بساحات المعيشة.
- وعرف الأشبوني سبب الصبر في كتابه مقاصد منجيات الإحياء بأنه: " الإيمان لله تعالى، وهو تصديق الله تعالى فيما أخبر به من عداوة النفس والشيطان والشهوات للعقل والمعرفة والمَلَكِ الملهِم للخير، وأنّ القتال بينهم دائم، وأنّ الشهوات والنفس من حزب الشيطان، والمعرفة والعقل والملائكة من جند الله وحزبه، فمن خذل جند الشيطان ونصر حزب الله أدخله الله جنّته وأنزله في جواره، ومتّعه بالنظر إلى وجهه. وهذا الإيمان واجب لا يستغني عنه سالك لطريق الله تعالى.[4]
- وعرفه الجرجاني بأنه: ترك الشكوى من ألم البلوى لغير الله لا إلى الله.[5]
- وعرفه ابن القيم بأنه: حبس النفس عن الجزع والتسخط، وحبس اللسان عن الشكوى، وحبس الجوارح عن التشويش.
- وقيل: هو الوقوف على البلاء بحسن الأدب.[6]

وحكى أبو بكر بن الأنباري عن بعض العلماء أنه قال:(إنما سمي الصبر صبرًا؛ لأن تمرره في القلب وإزعاجه للنفس كتمرر الصبر في الفم).
و (الفرق بين الصبر والتصبُّر والاصطبار والمصابرة يكون بحسب حال العبد في نفسه وحاله مع غيره:
- فإن حبس نفسه ومنعها عن إجابة داعي ما لا يحسن؛ إن كان خلقًا له وملكة سمي صبرًا.
- وإن كان بتكلف وتمرن وتجرع لمرارته سمي تصبرًا.
```
كما يدل عليه هذا البناء لغةً، فإنه موضوع للتكلف كالتحلم والتشجع والتكرم والتحمل ونحوها، وإذا تكلفه العبد واستدعاه صار سجية له.
```

كما في الحديث عن النبي ﷺ أنه قال: ((ومن يتصبر يصبره الله)). وكذلك العبد يتكلف التعفف حتى يصير التعفف له سجية، كذلك سائر الأخلاق...
- وأما الاصطبار فهو أبلغ من التصبر:
```
فإنه افتعال للصبر بمنزلة الاكتساب، فالتصبر مبدأ الاصطبار، كما أنَّ التكسب مقدمة الاكتساب، فلا يزال التصبر يتكرر حتى يصير اصطبارًا.
```

- وأما المصابرة فهي مقاومة الخصم في ميدان الصبر:
```
فإنها مفاعلة تستدعي وقوعها بين اثنين كالمشاتمة والمضاربة، قال الله تعالى: يَا أَيُّهَا الَّذِينَ آمَنُواْ اصْبِرُواْ وَصَابِرُواْ وَرَابِطُواْ وَاتَّقُواْ اللّهَ لَعَلَّكُمْ تُفْلِحُونَ. [آل عمران: 200] فأمرهم بالصبر، وهو حال الصابر في نفسه، والمصابرة وهي حالة في الصبر مع خصمه والمرابطة، وهي الثبات واللزوم والإقامة على الصبر والمصابرة، فقد يصبر العبد ولا يصابر، وقد يصابر ولا يرابط، وقد يصبر ويصابر ويرابط من غير تعبد بالتقوى، فأخبر سبحانه أن ملاك ذلك كله التقوى، وأن الفلاح موقوف عليها فقال: وَاتَّقُواْ اللّهَ لَعَلَّكُمْ تُفْلِحُونَ [آل عمران: 200] فالمرابطة كما أنها لزوم الثغر الذي يخاف هجوم العدو منه في الظاهر؛ فهي لزوم ثغر القلب؛ لئلا يدخل منه الهوى والشيطان فيزيله عن مملكته)
```

الصبر في القران الكريم
قال أبو عبد الله أحمد بن حنبل: (ذكر الله سبحانه الصبر في القرآن في تسعين موضعًا)، نذكر منها:
- ﴿أُولَئِكَ الَّذِينَ اشْتَرَوُا الضَّلَالَةَ بِالْهُدَى وَالْعَذَابَ بِالْمَغْفِرَةِ فَمَا أَصْبَرَهُمْ عَلَى النَّارِ ۝١٧٥﴾ سورة البقرة[10]
- ﴿وَلَمَّا بَرَزُوا لِجَالُوتَ وَجُنُودِهِ قَالُوا رَبَّنَا أَفْرِغْ عَلَيْنَا صَبْرًا وَثَبِّتْ أَقْدَامَنَا وَانْصُرْنَا عَلَى الْقَوْمِ الْكَافِرِينَ ۝٢٥٠﴾ سورة البقرة[10]
- ﴿إِنْ تَمْسَسْكُمْ حَسَنَةٌ تَسُؤْهُمْ وَإِنْ تُصِبْكُمْ سَيِّئَةٌ يَفْرَحُوا بِهَا وَإِنْ تَصْبِرُوا وَتَتَّقُوا لَا يَضُرُّكُمْ كَيْدُهُمْ شَيْئًا إِنَّ اللَّهَ بِمَا يَعْمَلُونَ مُحِيطٌ ۝١٢٠﴾ سورة آل عمران[10]
- ﴿بَلَى إِنْ تَصْبِرُوا وَتَتَّقُوا وَيَأْتُوكُمْ مِنْ فَوْرِهِمْ هَذَا يُمْدِدْكُمْ رَبُّكُمْ بِخَمْسَةِ آلَافٍ مِنَ الْمَلَائِكَةِ مُسَوِّمِينَ ۝١٢٥﴾ سورة آل عمران[10]
- ﴿فَاصْبِرْ كَمَا صَبَرَ أُولُو الْعَزْمِ مِنَ الرُّسُلِ وَلَا تَسْتَعْجِلْ لَهُمْ كَأَنَّهُمْ يَوْمَ يَرَوْنَ مَا يُوعَدُونَ لَمْ يَلْبَثُوا إِلَّا سَاعَةً مِنْ نَهَارٍ بَلَاغٌ فَهَلْ يُهْلَكُ إِلَّا الْقَوْمُ الْفَاسِقُونَ ۝٣٥﴾ سورة الأحقاف[10]
- ﴿يَا أَيُّهَا الَّذِينَ آمَنُوا اصْبِرُوا وَصَابِرُوا وَرَابِطُوا وَاتَّقُوا اللَّهَ لَعَلَّكُمْ تُفْلِحُونَ ۝٢٠٠﴾ سورة آل عمران[10]
- ﴿الَّذِينَ إِذَا ذُكِرَ اللَّهُ وَجِلَتْ قُلُوبُهُمْ وَالصَّابِرِينَ عَلَى مَا أَصَابَهُمْ وَالْمُقِيمِي الصَّلَاةِ وَمِمَّا رَزَقْنَاهُمْ يُنْفِقُونَ ۝٣٥﴾ سورة الحج[10]
- ﴿وَلَنَبْلُوَنَّكُمْ حَتَّى نَعْلَمَ الْمُجَاهِدِينَ مِنْكُمْ وَالصَّابِرِينَ وَنَبْلُوَ أَخْبَارَكُمْ ۝٣١﴾ سورة محمد[10]

الصبر في السنة النبوية
- عَنْ أَنَسِ بْنِ مَالِكٍ  قَالَ مَرَّ النَّبِىُّ -ﷺ- بِامْرَأَةٍ تَبْكِى عِنْدَ قَبْرٍ فَقَالَ «اتَّقِى اللَّهَ وَاصْبِرِى». قَالَتْ إِلَيْكَ عَنِّى فَإِنَّكَ لَمْ تُصَبْ بِمُصِيبَتِى وَلَمْ تَعْرِفْهُ. فَقِيلَ لَهَا إِنَّهُ النَّبِىُّ -ﷺ-. فَأَتَتْ بَابَ النَّبِىِّ -ﷺ- فَلَمْ تَجِدْ عِنْدَهُ بَوَّابِينَ فَقَالَتْ لَمْ أَعْرِفْكَ. فَقَالَ «إِنَّمَا الصَّبْرُ عِنْدَ الصَّدْمَةِ الأُولَى».[11]
- عَنْ أَبِى سَعِيدٍ الْخُدْرِىِّ -- أَنَّ نَاسًا مِنَ الأَنْصَارِ سَأَلُوا رَسُولَ اللَّهِ -ﷺ- فَأَعْطَاهُمْ ثُمَّ سَأَلُوهُ فَأَعْطَاهُمْ حَتَّى نَفِدَ مَا عِنْدَهُ فَقَالَ «مَا يَكُونُ عِنْدِى مِنْ خَيْرٍ فَلَنْ أَدَّخِرَهُ عَنْكُمْ وَمَنْ يَسْتَعْفِفْ يُعِفَّهُ اللَّهُ وَمَنْ يَسْتَغْنِ يُغْنِهِ اللَّهُ وَمَنْ يَتَصَبَّرْ يُصَبِّرْهُ اللَّهُ وَمَا أُعْطِىَ أَحَدٌ عَطَاءً خَيْرًا وَأَوْسَعَ مِنَ الصَّبْرِ».[11]
- عَنْ نَافِعٍ قَالَ قَالَ ابْنُ عُمَرَ -- رَجَعْنَا مِنَ الْعَامِ الْمُقْبِلِ فَمَا اجْتَمَعَ مِنَّا اثْنَانِ عَلَى الشَّجَرَةِ الَّتِى بَايَعْنَا تَحْتَهَا كَانَتْ رَحْمَةً مِنَ اللَّهِ. فَسَأَلْتُ نَافِعًا عَلَى أَىِّ شئٍ بَايَعَهُمْ عَلَى الْمَوْتِ قَالَ لاَ بَايَعَهُمْ عَلَى الصَّبْرِ.
- عَنْ عُتْبَةَ بْنِ أَبِى حَكِيمٍ قَالَ حَدَّثَنِى عَمْرُو بْنُ جَارِيَةَ اللَّخْمِىُّ حَدَّثَنِى أَبُو أُمَيَّةَ الشَّعْبَانِىُّ قَالَ سَأَلْتُ أَبَا ثَعْلَبَةَ الْخُشَنِىَّ فَقُلْتُ يَا أَبَا ثَعْلَبَةَ كَيْفَ تَقُولُ فِى هَذِهِ الآيَةِ (عَلَيْكُمْ أَنْفُسَكُمْ) قَالَ أَمَا وَاللَّهِ لَقَدْ سَأَلْتَ عَنْهَا خَبِيرًا سَأَلْتُ عَنْهَا رَسُولَ اللَّهِ -ﷺ- فَقَالَ «بَلِ ائْتَمِرُوا بِالْمَعْرُوفِ وَتَنَاهَوْا عَنِ الْمُنْكَرِ حَتَّى إِذَا رَأَيْتَ شُحًّا مُطَاعًا وَهَوًى مُتَّبَعًا وَدُنْيَا مُؤْثَرَةً وَإِعْجَابَ كُلِّ ذِى رَأْىٍ بِرَأْيِهِ فَعَلَيْكَ -يَعْنِى بِنَفْسِكَ- وَدَعْ عَنْكَ الْعَوَامَّ فَإِنَّ مِنْ وَرَائِكُمْ أَيَّامَ الصَّبْرِ الصَّبْرُ فِيهِ مِثْلُ قَبْضٍ عَلَى الْجَمْرِ لِلْعَامِلِ فِيهِمْ مِثْلُ أَجْرِ خَمْسِينَ رَجُلاً يَعْمَلُونَ مِثْلَ عَمَلِهِ». وَزَادَنِى غَيْرُهُ قَالَ يَا رَسُولَ اللَّهِ أَجْرُ خَمْسِينَ مِنْهُمْ قَالَ «أَجْرُ خَمْسِينَ مِنْكُمْ».

الصبر في أقوال الحكماء والعلماء
- قال علي بن أبي طالب : (ألا إنَّ الصبر من الإيمان بمنزلة الرأس من الجسد، فإذا قطع الرأس باد الجسد، ثم رفع صوته فقال: ألا إنه لا إيمان لمن لا صبر له).
- وقال عمر بن الخطاب : (إنَّ أفضل عيش أدركناه بالصبر، ولو أنَّ الصبر كان من الرجال كان كريمًا).
- وقال أبو حاتم: (الصبر على ضروب ثلاثة: فالصبر عن المعاصي، والصبر على الطاعات، والصبر عند الشدائد المصيبات، فأفضلها الصبر عن المعاصي، فالعاقل يدبر أحواله بالتثبت عند الأحوال الثلاثة التي ذكرناها بلزوم الصبر على المراتب التي وصفناها قبل، حتى يرتقي بها إلى درجة الرضا عن الله جل وعلا في حال العسر واليسر معًا).
- وقال أيضًا: (الصبر جماع الأمر، ونظام الحزم، ودعامة العقل، وبذر الخير، وحيلة من لا حيلة له، وأول درجته الاهتمام، ثم التيقظ، ثم التثبت، ثم التصبر، ثم الصبر، ثم الرضا، وهو النهاية في الحالات).[12]
- وعن إبراهيم التيمي، قال: (ما من عبد وهب الله له صبرًا على الأذى، وصبرًا على البلاء، وصبرًا على المصائب، إلا وقد أُوتي أفضل ما أوتيه أحد، بعد الإيمان بالله).
- وعن أبي ميمون، قال: (إن للصبر شروطًا، قلت -الراوي-: ما هي يا أبا ميمون؟ قال: إن من شروط الصبر أن تعرف كيف تصبر؟ ولمن تصبر؟ وما تريد بصبرك؟ وتحتسب في ذلك وتحسن النية فيه، لعلك أن يخلص لك صبرك، وإلا فإنما أنت بمنزلة البهيمة نزل بها البلاء فاضطربت لذلك، ثم هدأ فهدأت، فلا هي عقلت ما نزل بها فاحتسبت وصبرت، ولا هي صبرت، ولا هي عرفت النعمة حين هدأ ما بها، فحمدت الله على ذلك وشكرت).
- وقال ميمون بن مهران: (الصبر صبران: الصبر على المصيبة حسن، وأفضل من ذلك الصبر عن المعاصي).[13]
- وقال زهير بن نعيم: (إنَّ هذا الأمر لا يتمُّ إلا بشيئين: الصبر واليقين، فإن كان يقين ولم يكن معه صبر لم يتمَّ، وإن كان صبر ولم يكن معه يقين لم يتمَّ، وقد ضرب لهما أبو الدرداء مثلًا فقال: مثل اليقين والصبر مثل فَدادين يحفران الأرض، فإذا جلس واحد جلس الآخر).
- وقال أبو عبد الرحمن المغازلي: (دخلت على رجل مبتلى بالحجاز، فقلت: كيف تجدك؟ قال: أجد عافيته أكثر مما ابتلاني به، وأجد نِعَمه عليَّ أكثر من أن أحصيها، قلت: أتجد لما أنت فيه ألـمًا شديدًا؟ فبكى ثم قال: سلا بنفسي عن ألم ما بي ما وعد عليه سيدي أهل الصبر من كمال الأجور في شدة يوم عسير، قال: ثم غشي عليه فمكث مليًّا، ثم أفاق، فقال: إني لأحسب أنَّ لأهل الصبر غدًا في القيامة مقامًا شريفًا لا يتقدمه من ثواب الأعمال شيء، إلا ما كان من الرضا عن الله تعالى).
- وعن عمرو بن قيس الملائي في تفسير: ﴿فَصَبْرٌ جَمِيلٌ﴾ قال: (الرضا بالمصيبة، والتسليم).
- وقال يحيى بن معاذ: (حُفَّت الجنة بالمكاره وأنت تكرهها، وحفت النار بالشهوات وأنت تطلبها، فما أنت إلا كالمريض الشديد الداء إن صبر نفسه على مضض الدواء اكتسب بالصبر عافية، وإن جزعت نفسه مما يلقى طالت به علة الضنا).[14]
- وقال عمر بن ذر: (من أجمع على الصبر في الأمور فقد حوى الخير، والتمس معاقل البر وكمال الأجور).

### فوائد الصبر
فوائد الصبر أنه:
1- سبب للتمكين في الأرض:
﴿وَجَعَلْنَا مِنْهُمْ أَئِمَّةً يَهْدُونَ بِأَمْرِنَا لَمَّا صَبَرُوا وَكَانُوا بِآيَاتِنَا يُوقِنُونَ ۝٢٤﴾ [السجدة:24]
﴿وَلَقَدْ كُذِّبَتْ رُسُلٌ مِنْ قَبْلِكَ فَصَبَرُوا عَلَى مَا كُذِّبُوا وَأُوذُوا حَتَّى أَتَاهُمْ نَصْرُنَا وَلَا مُبَدِّلَ لِكَلِمَاتِ اللَّهِ وَلَقَدْ جَاءَكَ مِنْ نَبَإِ الْمُرْسَلِينَ ۝٣٤﴾ [الأنعام:34]
2- يورث الهداية في القلب.
3- دليل على كمال الإيمان وحسن الإسلام.
4- يثمر محبة الله ومحبة الناس.
5- الفوز بالجنة والنجاة من النار:
﴿سَلَامٌ عَلَيْكُمْ بِمَا صَبَرْتُمْ فَنِعْمَ عُقْبَى الدَّارِ ۝٢٤﴾ [الرعد:24] ..(وَجَزَاهُم بِمَا صَبَرُوا جَنَّةً وَحَرِيرًا)
6- معية الله للصابرين:
﴿يَا أَيُّهَا الَّذِينَ آمَنُوا اسْتَعِينُوا بِالصَّبْرِ وَالصَّلَاةِ إِنَّ اللَّهَ مَعَ الصَّابِرِينَ ۝١٥٣﴾ [البقرة:153]
7- الأمن من الفزع الأكبر يوم القيامة.
8- صلاة الله ورحمته وبركاته على الصابرين:
﴿الَّذِينَ إِذَا أَصَابَتْهُمْ مُصِيبَةٌ قَالُوا إِنَّا لِلَّهِ وَإِنَّا إِلَيْهِ رَاجِعُونَ ۝١٥٦ أُولَئِكَ عَلَيْهِمْ صَلَوَاتٌ مِنْ رَبِّهِمْ وَرَحْمَةٌ وَأُولَئِكَ هُمُ الْمُهْتَدُونَ ۝١٥٧﴾ [البقرة:156–157]

### أقسام الصبر

#### باعتبار محله
ينقسم الصبر باعتبار محله إلى ضربين: (ضرب بدني وضرب نفساني، وكل منهما نوعان: اختياري واضطراري، فهذه أربعة أقسام:
الأول: البدني الاختياري: كتعاطي الأعمال الشاقة على البدن اختيارًا وإرادة.
الثاني: البدني الاضطراري: كالصبر على ألم الضرب والمرض والجراحات، والبرد والحر وغير ذلك.
الثالث: النفساني الاختياري: كصبر النفس عن فعل ما لا يحسن فعله شرعًا ولا عقلًا.
الرابع: النفساني الاضطراري: كصبر النفس عن محبوبها قهرًا إذا حيل بينها وبينه.
فإذا عرفت هذه الأقسام فهي مختصة بنوع الإنسان دون البهائم، ومشاركة للبهائم في نوعين منها، وهما: صبر البدن والنفس الاضطراريين، وقد يكون بعضها أقوى صبرًا من الإنسان، وإنما يتميز الإنسان عنها بالنوعين الاختياريين، وكثير من الناس تكون قوة صبره في النوع الذي يشارك فيه البهائم، لا في النوع الذي يخص الإنسان فيعد صابرًا وليس من الصابرين... فالإنسان منا إذا غلب صبره باعث الهوى والشهوة التحق بالملائكة، وإن غلب باعث الهوى والشهوة صبره التحق بالشياطين، وإن غلب باعث طبعه من الأكل والشرب والجماع صبره التحق بالبهائم، قال قتادة: خلق الله سبحانه الملائكة عقولًا بلا شهوات، وخلق البهائم شهوات بلا عقول، وخلق الإنسان وجعل له عقلًا وشهوة، فمن غلب عقله شهوته فهو من الملائكة، ومن غلبت شهوته عقله فهو كالبهائم، ولما خلق الإنسان في ابتداء أمره ناقصًا، لم يخلق فيه إلا شهوة الغذاء الذي هو محتاج إليه، فصبره في هذه الحال بمنزلة صبر البهائم، وليس له قبل تمييزه قوة الاختيار، فإذا ظهرت فيه شهوة اللعب، استعد لقوة الصبر الاختياري على ضعفها فيه، فإذا تعلقت به شهوة النكاح، ظهرت فيه قوة الصبر، وإذا تحرك سلطان العقل وقوي، استعان بجيش الصبر).

#### باعتبار متعَلَّقه
ينقسم الصبر باعتبار متعلقه إلى ثلاثة أقسام:
(1-صبر على الأوامر والطاعات حتى يؤديها،
2-وصبر عن المناهي والمخالفات حتى لا يقع فيها،
3-وصبر على الأقدار والأقضية حتى لا يتسخطها...
فأما الذي من جهة الرب فهو أنَّ الله تعالى له على عبده حكمان: حكم شرعي ديني، وحكم كوني قدري، فالشرعي متعلِّق بأمره، والكوني متعلِّق بخلقه، وهو سبحانه له الخلق والأمر، وحكمه الديني الطلبي نوعان: بحسب المطلوب، فإنَّ المطلوب إن كان محبوبًا له فالمطلوب فعله إما واجبًا وإما مستحبًّا، ولا يتم ذلك إلا بالصبر، وإن كان مبغوضًا له فالمطلوب تركه إما تحريمًا وإما كراهة، وذلك أيضًا موقوف على الصبر، فهذا حكمه الديني الشرعي، وأما حكمه الكوني فهو ما يقضيه ويقدره على العبد من المصائب التي لا صنع له فيها، ففرضه الصبر عليها، وفي وجوب الرضا بها قولان للعلماء، وهما وجهان في مذهب أحمد، أصحهما أنه مستحب، فمرجع الدين كله إلى هذه القواعد الثلاث: فعل المأمور، وترك المحظور، والصبر على المقدور، وأما الذي من جهة العبد فإنه لا ينفك عن هذه الثلاث ما دام مكلفًا، ولا تسقط عنه هذه الثلاث حتى يسقط عنه التكليف، فقيام عبودية الأمر والنهي والقدر على ساق الصبر، ولا تستوي إلا عليه كما لا تستوي السنبلة إلا على ساقها، فالصبر متعلق بالأمور والمحظور والمقدور بالخلق والأمر).

#### باعتبار تعلق الأحكام الشرعية به
ينقسم الصبر بحسب تعلقه بالأحكام الشرعية إلى خمسة أقسام:
(إلى واجب ومندوب ومحظور ومكروه ومباح.
- فالصبر الواجب ثلاثة أنواع:

أحدها: الصبر عن المحرمات.
والثاني: الصبر على أداء الواجبات.
والثالث: الصبر على المصائب التي لا صنع للعبد فيها، كالأمراض والفقر وغيرها.
- وأما الصبر المندوب:

فهو الصبر عن المكروهات، والصبر على المستحبات، والصبر على مقابلة الجاني بمثل فعله.
- وأما الصبر المحظور فأنواع:

أحدها الصبر عن الطعام والشراب حتى يموت، وكذلك الصبر عن الميتة والدم ولحم الخنزير عند المخمصة حرام، إذا خاف بتركه الموت، قال طاوس وبعده أحمد: من اضطر إلى أكل الميتة والدم فلم يأكل فمات دخل النار...
```
ومن الصبر المحظور: صبر الإنسان على ما يقصد هلاكه من سبع أو حيات أو حريق أو ماء أو كافر يريد قتله، بخلاف استسلامه وصبره في الفتنة وقتال المسلمين، فإنه مباح له، بل يستحب، كما دلت عليه النصوص الكثيرة.
```

وقد سئل النبي ﷺ عن هذه المسألة بعينها فقال: ((كن كخير ابني آدم)). وفي لفظ: ((كن عبد الله المقتول، ولا تكن عبد الله القاتل))...
- وأما الصبر المكروه فله أمثلة:

```
أحدها: أن يصبر عن الطعام والشراب واللبس وجماع أهله حتى يتضرر بذلك بدنه.
```

الثاني: صبره عن جماع زوجته إذا احتاجت إلى ذلك ولم يتضرر به.
الثالث: صبره على المكروه.
الرابع: صبره عن فعل المستحب.
- وأما الصبر المباح: فهو الصبر عن كل فعل مستوى الطرفين، خُيِّر بين فعله وتركه والصبر عليه.

وبالجملة فالصبر على الواجب واجب وعن الواجب حرام، والصبر عن الحرام واجب وعليه حرام. والصبر على المستحب مستحب وعنه مكروه، والصبر عن المكروه مستحب وعليه مكروه، والصبر عن المباح مباح).

### درجات الصبر
أربعة مراتب للصبر -ذكرها ابن القيِّم-:
(إحداها: مرتبة الكمال، وهي مرتبة أولي العزائم، وهي الصبر لله وبالله.
فيكون في صبره مبتغيًا وجه الله صابرًا به، متبرئًا من حوله وقوته، فهذا أقوى المراتب وأرفعها وأفضلها.
الثانية: أن لا يكون فيه لا هذا ولا هذا، فهو أخس المراتب وأردأ الخلق، وهو جدير بكل خذلان وبكل حرمان.
الثالثة: مرتبة من فيه صبر بالله، وهو مستعين متوكل على حوله وقوته، متبرئ من حوله هو وقوته، ولكن صبره ليس لله؛ إذ ليس صبره فيما هو مراد الله الديني منه، فهذا ينال مطلوبه ويظفر به، ولكن لا عاقبة له، وربما كانت عاقبته شرَّ العواقب، وفي هذا المقام خفراء الكفار وأرباب الأحوال الشيطانية، فإنَّ صبرهم بالله لا لله ولا في الله...
الرابع: من فيه صبر لله، لكنه ضعيف النصيب من الصبر به والتوكل عليه والثقة به والاعتماد عليه، فهذا له عاقبة حميدة، ولكنه ضعيف عاجز مخذول في كثير من مطالبه؛ لضعف نصيبه من ﴿إِيَّاكَ نَعْبُدُ وإِيَّاكَ نَسْتَعِينُ﴾ ~[الفاتحة: 5] فنصيبه من الله أقوى من نصيبه بالله، فهذا حال المؤمن الضعيف.
وصابر بالله لا لله: حال الفاجر القوي، وصابر لله وبالله: حال المؤمن القوي، والمؤمن القوي خير وأحب إلى الله من المؤمن الضعيف.
فصابر لله وبالله: عزيز حميد، ومن ليس لله ولا بالله: مذموم مخذول، ومن هو بالله لا لله: قادر مذموم، ومن هو لله لا بالله: عاجز محمود).

### أشكال وصور للصبر[20]
1- ضبط النفس عن الغضب والطيش لدى مثيرات عوامل الغضب في النفس.
2- ضبط النفس عن السأم والملل لدى القيام بأعمال تتطلب الدأب والمثابرة خلال مدة مناسبة.
3- ضبط النفس عن الطمع لدى مثيرات الطمع فيها.
4- ضبط النفس عن الضجر والجزع عند حلول المصائب ومس المكاره.
5- ضبط النفس عن الخوف لدى مثيرات الخوف في النفس.
6- ضبط النفس عن العجلة والرعونة لدى تحقيق مطلب من المطالب المادية أو المعنوية.
7- ضبط النفس لتحمل المتاعب والمشقات والآلام الجسدية والنفسية.
8- ضبط النفس عن الاندفاع وراء أهوائها وشهواتها وغرائزها.

## تعلم الصبر
يمكن للإنسان ان يتعلم الصبر إذا كان له دافع قوي لذلك فالتعلم عملية تعديل في السلوك: وهذا هو المفهوم الذي تأخذ به أغلب الاتجاهات الحديثة
أو بمعنى اخر هو تغيير في السلوك تغييراً تقويمياً يتصف من جهه بتمثل مستمر للوضع، ويتصف من جهه أخرى بجهود متكررة يبذلها الفرد للاستجابة لهذا الوضع استجابة تحقق الغايات
تحدث عملية التعلم نتيجة لتفاعل الفرد مع بيئته واكتسابه لأنماط سلوكيه جديدة لتساعده على التكيف مع بيئته.

## مفهوم الدافعية
الدافعية هي قوى داخلية لدى الفرد تستثير السلوك وتوجهه وتحافظ على استمراريته من أجل تحقيق هدف معين . فمفهوم الدافعية للصبر : تشير إلى حالة داخليه في الصابر تدفعه إلى الانتباه إلى الموقف المستفز والمؤلم والقيام بنشاط موجه بالهدوء والثبات والسيطرة على النفس والاستمرار في هذا النشاط حتى يحقق الصبر كهدف للمسطبر. لابد من دافع داخلي فيه يرتبط الحافز بالهدف لدى الصابر، ويكون التعزيز متمثلا في الرضا الناتج عن النشاط التصبري، وعن بلوغ الهدف، وفي هذا النوع من الدافع تكون النشاطات التصبرية قوية الأثر. وكما ان هنالك دافع خارجي وهو يقوم على ان وسائل الاعلام والطب تعزز وتحفز الصبر وفوائده الصحية والنفسية.
إن الامتحان الحقيقي للصبر يأتي عندما تنتهك حقوقنا عندما تقطع سيارة أخرى الطريق أمامنا؛ أو عندما نُواجه الظلم؛ أو عندما يسخر زملاؤنا من إيماننا. يعتقد البعض أن لهم الحق في أن يغضبوا في وجه المضايقات والتجارب.

## الصبر على المرض من منظور طبِّي
يرى الطبُّ أنَّ كثيراً من أعراض الأمراض تأتي في سياق إصلاح خللٍ ما أو تقويم سير الأحداث في الجسم؛ فارتفاعُ الحرارة هو محصَّلة عمليَّة التهابية تجري في الجسم لتهيئة البيئة المناسبة للقضاء عى جسمٍ غريب دخلَ الجسم، كالجراثيم على سبيل المثال؛ والسُّعالُ هو آلية فسيولوجية يهدف منها جهازُ التنفُّس التخلُّص من البلغم المتراكِم بما في من مواد أو عوامل ضارَّة؛ والإسهالُ هو آليَّةٌ فسيولوجية أخرى تمضي في السِّياق نفسه، لطرد ما علقَ في الأمعاء من الجراثيم أو مواد سامَّة. ولكن حتَّى هذه الآليَّات المفيدة والمساهمة في الشفاء قد تحيد عن سياقها وهدفها النَّافع في بعض الحالات، فيبقى ضررُها وينتفي أَثرُها المفيد. فكل هذة الأشياء تحتاج للصبر.

## اساسيات تعلم الصبر
الصبر هو أهم صفة يمكن أن يمتلكها إنسان لأنه أكثر سلاح فعالية لمواجهة المواقف غير المتوقعة في الحياة. لكن في عالم أصبح كل شيء فيه سريعاً أصبح الصبر بضعة دقائق أو حتى بضعة ثواني يبدو أمراً صعباً للغاية على الكثيرين. الحقيقة هي أنه رغم سرعة الحياة فالقرارات التي تؤخذ بهدوء وبكثير من الصبر هي الأفضل. والتصرفات السريعة التي غالباً نسعى بها لمواكبة الحياة تكون أسوأ بكثير مما نتوقع. ولو أن تعلم الصبر يمكن أن يبدو صعباً إلا أنه ممكن وهذا ما يتوجب عليك فعله:
- لا تقلل من أهمية أي شيء تقوم به. قلة الصبر تأتي من رغبتك بتجاوز مهمة ما للقيام بأخرى تظن أنها أهم بكثير. لكن الواقع مخالف. لأن أي عمل أو مهمة يتوجب عليك القيام بها تكون صعبة في البداية ومهما قلت أهميتها يكون إنجازها أسرع بعد أن تفهمها أو تتمرن عليها. القيام بالأشياء غير المهمة «ظاهرياً» بسرعة يحول هذه الأشياء إلى عقبات تعرقل كل شيء مهم في حياتك.
- ذكّر نفسك دوماً بالغاية التي تريد الوصول إليها. تذكر الغاية التي تريد الوصول إليها يهون عليك مصاعب الانتظار. تذكر دوماً أن كل المشقة التي تتحملها هي خطوة في طريقك إلى ما تريد. وهكذا يبدو الانتظار أقل صعوبة على التحمل.
- تعلم استشارة الآخرين حول القرارات التي تريد أخذها. التعود على الاستشارة يكبح جماح القرارات العشوائية السريعة التي غالباً ما تكون سيئة. استشارة الآخرين لا تعني تنفيذ ما يمليه عليك الآخرون وإنما أخذ وجهة نظرهم بعين الاعتبار لتجنب الحفر في طريق وعر.
- اسعى لمجالسة أشخاص يمتازون بالصبر فليس أفضل من جليس صبور ليعلمك الصبر. وإن لم تجد حولك من يمكن أن تتعلم منه الصبر، الجأ إلى القراءة عن الحكماء والعظماء الذين امتازوا بصبرهم مثل المهاتما غاندي وغيره. القراءة جسر بينك وبين هؤلاء العظماء.
- خصص وقتاً كل يوم للتأمل والتفكير بما تقوم به وما يجري حولك. نصف ساعة تأمل كل يوم تجعلك ترى بشكل ثاقب أكثر وتصبح أكثر صبراً في المستقبل.
- إذا كان لديك هدف كبير أو مهمة ضخمة، لا تحاول القيام بها دفعة واحدة لكي لا تفقد صبرك بانتظار النهاية. جزئ هذه المهمة إلى مهمات أصغر واستمتع بانجاز كل واحدة منها وأنت تنظر إلى الهدف البعيد.
- تجنب الامور الثانوية التي تلهيك عن الأمور الأساسية. اللجوء إلى القيام بمهمات تافهة أثناء القيام بعمل مهم هو هروب يمكن أن يفضي إلى عدم صبر. مثلاً لا تقم بكتابة رسالة بريد إلكتروني لتحدث صديق عن مباراة بينما يتوجب عليك انجاز مستند مهم قبل آخر الأسبوع.
- لا تمنح أي شخص أو أي حدث فرصة أن يفقدك أعصابك ولو توجب عليك الهرب وترك ساحة الحدث. الغضب صديق قلة الصبر وهما عدواك اللدودان.
- الصبر أحد اركان النجاح الذي يريده كل انسان، حيث يقول جولي مراد في كتابه النجاح " ان اركان النجاح هي المثابرة والصبر. فالاولى تمنحك النوعية والثانية (أي الصبر) تمنحك الوقت، وهذان الامران هما أحد اركان النجاح الرئيسية.[23]

الصبر يأتي بالتمرين، ومثله في ذلك مثل كل السلوك الإنساني. لا تتوقع أن تصبح صبوراً بين ليلة وضحاها. بالمقابل استمتع كلما أحرزت تقدماً في هذا المجال وأصبحت صبوراً أكثر للحصول على ما تريد.

## وصلات خارجية
- مجلة البحوث الإسلامية
- موقع إسلام ويب